# 武知勇記
武知 勇記（たけち ゆうき、1894年（明治27年）7月10日 - 1963年（昭和38年）10月11日）は、日本の政治家。伊予市名誉市民・勲一等瑞宝章受章。

## 生涯
愛媛県伊予郡南伊予村下三谷（現・伊予市下三谷）出身。1913年（大正2年）北予中学校（現・愛媛県立松山北高等学校）卒業。学生時代から政治家を志し明治大学法律科卒業後帰郷。1918年（大正7年）憲政会公認で松山市会議員に立候補し当選、翌1919年（大正8年）には愛媛県会議員にも立候補して当選。1930年（昭和5年）の第17回衆議院議員総選挙に愛媛1区から立憲民政党公認で立候補し初当選。戦前は廣田内閣の文部参与官、小磯内閣の内務政務次官、翼賛政治会衆院部総務等を歴任。商工委員会に属していた関係から岸信介と親しくなった。
1944年（昭和19年）には愛媛新聞代表取締役社長に就任し、翌年の1945年（昭和20年）まで社長職を務めたが政務多端を理由に辞任。
戦後大日本政治会を母体にして結成された日本進歩党に参加したが翼賛選挙で推薦候補として当選したため公職追放。追放解除後他の旧民政党系の政治家とともに民政旧友会を結成したが、岸信介とともに保守新党を結成しようと主張したため、国民民主党と合同して保守新党を結成しようと考えていた大麻唯男や松村謙三らと対立した。これが原因となって民政旧友会は分裂し、大麻・松村らは新政クラブを結成し武知や三好英之らは新日本政治経済調査会を結成した。
新日本政治経済調査会に旧民政党系以外の政治家も加えて結成された日本再建連盟の公認で武知は1952年（昭和27年）の第25回衆議院議員総選挙に立候補して当選し政界に復帰し、その後は岸と行動をともにして自由党に入り、1954年（昭和29年）日本民主党の結成に参加。同年第1次鳩山一郎内閣の郵政大臣に就任したが、翌年の第27回衆議院議員総選挙では現職閣僚ながら落選した。1958年（昭和33年）の第28回衆議院議員総選挙では自由民主党の公認で立候補して当選し再び政界に復帰したが、健康を害して1960年（昭和35年）に政界から引退。当選回数は通算8回。肺癌のため69歳で死去。
自由民主党の元国会議員である萬井武臣（宏池会）は甥にあたる。

## 著書
- 『医薬分業読本』
- 『日本の伊予人』